# 善立寺 (川崎市)
善立寺（ぜんりゅうじ）は、神奈川県川崎市多摩区登戸にある日蓮宗の寺院。

## 概要
山号は龍燈山。旧本寺は大本山池上本門寺、旧寺格は平僧寺跡。池上芳師法縁に属する。 稲毛門中朗師講 の一である。また、多摩川三十三ヶ所観音霊場の第九番札所でもある。

## 歴史
平安時代に慈覚大師円仁が創建した堂宇が淵源とされている。鎌倉時代初期に稲毛領の領主となった稲毛重成が、持仏の観世音菩薩像をこの堂宇に祀り観音堂とした。更に時が下り天正2年（1574年）に、速妙院日成が日蓮宗に改め正式な寺院とし龍燈山善立寺と称したと伝えられている。 その後、寛文年間に日蓮宗不受不施派の弾圧によって一時廃寺の憂き目に遭ったが、11世・舜了院日徳により再興された。更に貞享2年（1685年）1月には番神堂が、寛政元年（1789年）には七面堂が建立され、また文政13年（1830年）には本堂が再建されるなど、威容が整えられた。なお、江戸時代の歴代住持のうち19・20・25世は南谷檀林の化主を務めた高僧であり、池上門流に於ける寺格の高さが窺える。明治6年（1873年）には境内の一角に登戸小学校の前身である「小学登戸学舎」が建てられた。（境内に「登戸小学校発祥之地」の石碑がある）

## 伽藍・境内
本堂
間口奥行6間四面の木造。
七面堂
間口3間・奥行2間の木造。
番神堂
間口半間・奥行1間の木造。江戸時代前期に、三代将軍徳川家光の側近として権勢を誇った大目付・中根正盛の息女によって寄進されたと伝えられている。

## 歴代住持
| 歴代      | 法号 （俗姓・道号）   | 命日（享年［数え年］）            | 経歴 |
| --------- | --------------------- | --------------------------------- | --- |
| 開山      | 速妙院日成            | 天正4年（1576年）2月              | |
| 2世       | 海勇院日竜            |                                   | |
| 3世       | 仏地院日登            |                                   | |
| 4世       | 大智院日善            |                                   | |
| 5世       | 妙宗院日建            |                                   | |
| 6世       | 福聚院日永            |                                   | |
| 7世       | 無量院日劫            |                                   | |
| 8世       | 唯常院日宣            |                                   | |
| 9世       | 施信院日布            |                                   | |
| 10世      | 事法院日守            |                                   | |
| 中興 11世 | 舜了院日徳            |                                   | |
| 12世      | 智光院日怡            | 元禄16年（1703年）11月13日        | |
| 13世      | 運理院日進            | 元禄8年（1695年）4月11日          | |
| 14世      | 空明院日幸            | 正徳5年（1715年）3月18日          | |
| 15世      | 宝乗院日到            | 元文元年（1736年）2月12日         | |
| 16世      | 本妙院日行            | 明和8年（1771年）12月10日         | |
| 17世      | 観常院日順            | 天明元年（1781年）10月3日         | |
| 18世      | 善取院日仁            |                                   | |
| 19世      | 妙厳院日寅 (恵雄)     | 寛政9年（1797年）11月12日（47歳） | 南谷檀林 朗慶山照栄院（東京都大田区池上） 50世能化 久住山宏善寺（東京都町田市本町田） 歴世                                                     |
| 20世      | 智耐院日厳 (慈要)     |                                   | 南谷檀林 朗慶山照栄院（東京都大田区池上） 70世能化 山科檀林 了光山護国寺（京都府京都市山科区） 248世能化 興栄山朗惺寺（東京都品川区小山） 歴世 |
| 21世      | 慈扇院日善            | 嘉永4年（1851年）8月12日（80歳）  | 栄久山光福寺（千葉県いすみ市大野） 36世 |
| 22世      | 顕善院日乗            |                                   | |
| 23世      | 円理院日融            | 嘉永4年（1851年）12月27日         | 妙玄山實相寺（東京都大田区池上） 22世 |
| 24世      | 遠妙院日楞            | 明治8年（1875年）11月13日         | 妙玄山實相寺（東京都大田区池上） 23世 |
| 25世      | 宝乗院日道            |                                   | 南谷檀林 朗慶山照栄院（東京都大田区池上） 101世能化 慧雲山常栄寺（神奈川県鎌倉市大町） 21世                                                    |
| 26世      | 遠静院日孝 (池田日孝) | 明治41年（1908年）6月18日（70歳） | |
| 27世      | 摂慎院日祐 (西川惠孝) |                                   | 東光山玄授院（千葉県市川市市川） 歴世 本光山長勝寺（千葉県勝浦市松野） 36世                                                                    |
| 28世      | 玄寿院日照 (植野順喜) | 昭和9年（1934年）12月22日（69歳） | 長久山宝蔵寺（埼玉県蕨市錦町） 40世 正立山本行寺（埼玉県川口市戸塚） 34世 潮見台教会（神奈川県川崎市宮前区） 三開山の一                        |
| 29世      | 尚光院日祐 (植野惠順) | 昭和19年（1944年）5月11日（31歳） | |
| 30世      | 玄光院日守            | 平成24年（2012年）2月17日（97歳） | 潮見台教会（神奈川県川崎市宮前区） 歴世 権大僧正                                                                                               |
| 31世      | 玄明院日淨            |                                   | 堀内山善隆寺（千葉県夷隅郡大多喜町） 49世 正信山妙傳寺（神奈川県鎌倉市扇ガ谷） 26世 潮見台教会（神奈川県川崎市宮前区） 歴世                    |

## 交通
- 小田急小田原線・JR南武線登戸駅から徒歩で約5分
- 小田急小田原線向ヶ丘遊園駅から徒歩で約5分
- 東名高速道路東名川崎ICから車で約15分
- 第三京浜道路京浜川崎ICから車で約20分

## 近隣施設
- 川崎市多摩区役所　徒歩で7分
- 多摩川 登戸の渡し跡　徒歩で10分
- 生田緑地枡形地区 日本民家園・岡本太郎美術館　車で約5分
- 藤子・F・不二雄ミュージアム　車で約10分